# ساکورانین
ساکورانین (به انگلیسی: Sakuranin) با فرمول شیمیایی C۲۲H۲۴O۱۰ یک ترکیب شیمیایی است. که جرم مولی آن ۴۶۸۹٫۲۵ g/mol می‌باشد. 